# Varevo (Raška)
Varevo (cirill betűkkel Варево), település Szerbiában, a Raškai körzethez tartozó Raška községben.

## Népesség
- 1948-ban 632 lakosa volt.
- 1953-ban 687 lakosa volt.
- 1961-ben 672 lakosa volt.
- 1971-ben 684 lakosa volt.
- 1981-ben 1 181 lakosa volt.
- 1991-ben 1 419 lakosa volt.
- 2002-ben 1 497 lakosa volt, akik közül 1 481 szerb (98,93%), 7 montenegrói, 2 jugoszláv, 2 macedón, 1 albán, 2 ismeretlen.